# Glasbeni impresionizem
Impresionizem je kompozicijski stil v glasbi, nastal ob prelomu iz 19. v 20. stoletje.
Najprej se je pojavil v Franciji, kjer je bil vpliv wagnerjevske patetike in prenasičenosti v izrazu in zvoku manjši kot drugod po Evropi; zato je bilo v tem kulturnem okolju lažje premagati poznoromantično glasbeno tradicijo. Podobna načela, kot so veljala za impresionistično slikarstvo, so se začela uveljavljati v enako usmerjeni glasbeni umetnosti. Osnovni cilj impresionističnih skladateljev je bil v podajanju trenutnih vtisov, impresij zunanjega sveta. Skladatelji so, tako kot slikarji, opustili jasnost linij in postavili zvočno barvo na prvo mesto. Za tako glasbo je bilo treba najprej ustvariti primerna sredstva, ki jih dur-molovski sistem ni mogel nuditi. 
To delo je opravil Claude Debussy (1862-1918) in razbil stari, zaradi nenehnih modulacij že tako labilni harmonski sistem. Ni se oziral na klasične vezave akordov, ki slonijo na kadenčnem principu. Ker se akordi niso razvezali, je prišlo do emancipacije disonanc in posledično do popolne osamosvojitve akorda: odpadle so silnice moduliranja in kadenciranja. Akord oziroma harmonska vertikala je postala glavno sredstvo impresionizma (od navadnih, preprostih trizvokov, do »nenavadnih« , kromatično obarvanih akordnih zvez). 
Ta samostojnost akordov, sosledje nepripravljenih in nerazvezanih disonanc in uporaba celotonske lestvice označujejo Debussyja kot enega glavnih predhodnikov sodobne resne glasbe. Ritmično se je impresionizem okrepil po vzoru glasbe daljnega vzhoda in s španske ljudske glasbe. Melodija se je začela nemoteno gibati, ker je niso več ovirale funkcije posameznih harmonskih stopenj. Seveda pa so impresionistične skladbe v skladu z osnovnim stremljenjem (tj. podajati trenutne vtise) le bežne skice. Zato impresionizem formalno ne pozna veliko cikličnih oblik, kot so simfonija ipd.
Glasbeni impresionizem je z uporabo novih sredstev; predvsem z značilno barvito instrumentacijo in t. i. tonskim slikanjem vplival na vrsto skladatljev 20. stoletja. Med njimi so Maurice Ravel, Paul Ducas, Manuel de Falla, Igor Stravinski in drugi. Pečat je pustil tudi v skladbah mnogih slovenskih skladateljev.